# Herzekiah Andrew Shanu
Herzekiah Andrew Shanu,  né en 1858 à Lagos et mort en juillet 1905 à Boma, est un photographe africain du XIXe siècle originaire de l'actuel Nigéria. Dans l'État indépendant du Congo, il dirige un studio de photographie à Boma, alors la capitale, et participe activement à une campagne contre les abus des autorités belges.

## Jeunesse
Shanu est un Yoruba, originaire de Lagos, dans l'actuel Nigéria. Il fait ses études à la Church Missionary Society Grammar School, puis à l'Institut de formation pour enseignants, à l'issue duquel il obtient son diplôme d'enseignant. Pendant quelques années, il enseigne dans une école primaire à Lagos,. En 1884, il est engagé dans l'administration de l'État indépendant du Congo comme commis et atteint le rang de sous-commissaire de district, servant de traducteur au bureau du gouverneur général à Boma. S'établissant dans la ville, il ouvre ensuite un magasin général et un studio photographique. En 1894, il se rend à Anvers pour assister à l'Exposition internationale. Certaines de ses photographies sont publiées dans Le Congo illustré. En 1900, il reste loyal envers l'État indépendant du Congo en soutenant les autorités lors d'une mutinerie de la Force publique.

## Activisme
En 1903, Shanu fournit à Roger Casement des informations concernant les abus dont étaient victimes les travailleurs d'Afrique de l'Ouest au Congo ; Casement le renvoya à son tour à Edmund Dene Morel. Morel et Shanu échangent des messages pendant plusieurs années, Shanu transmettant, entre autres, des transcriptions de procès contre des fonctionnaires subalternes de l'État indépendant du Congo, qui sont révélatrices. Alors qu'il tente d'obtenir des informations auprès du chef de la police de Boma, Shanu est démasqué et, par conséquent, harcelé par les autorités gouvernementales. Après la découverte que Shanu a fourni à l'Association pour la réforme du Congo des preuves d'atrocités commises au Congo, les fonctionnaires reçoivent l'ordre de boycotter ses entreprises. Il fait faillite et se suicide en juillet 1905.